# پارالیمنی
پارالیمنی
شهر پارالیمنی (به یونانی: Παραλίμνι) در ناحیه فاماگوستا در کشور قبرس واقع شده‌است. جمعیت این شهر ۱۱٫۲۷۳ نفر است.

## نگارخانه

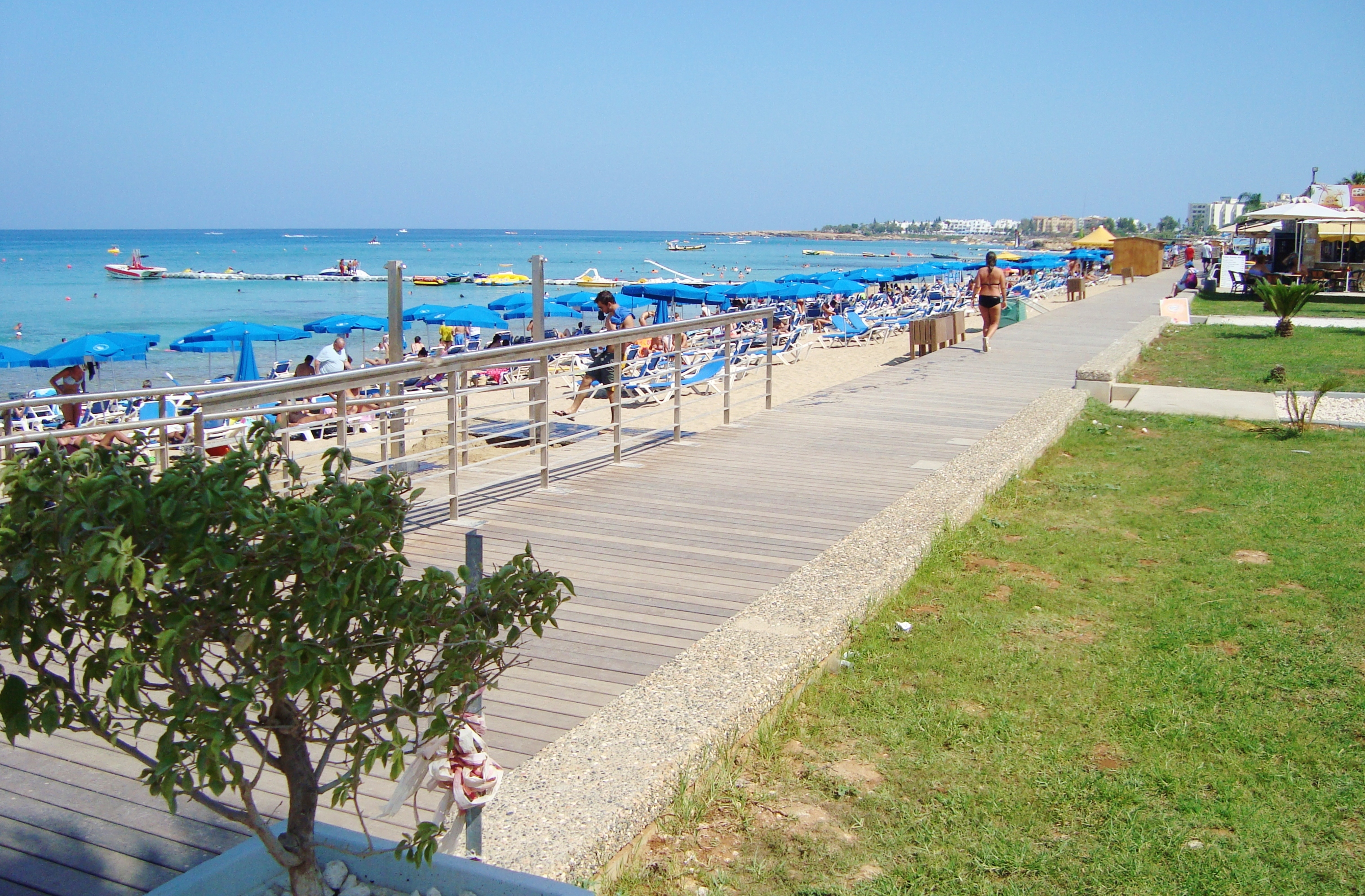
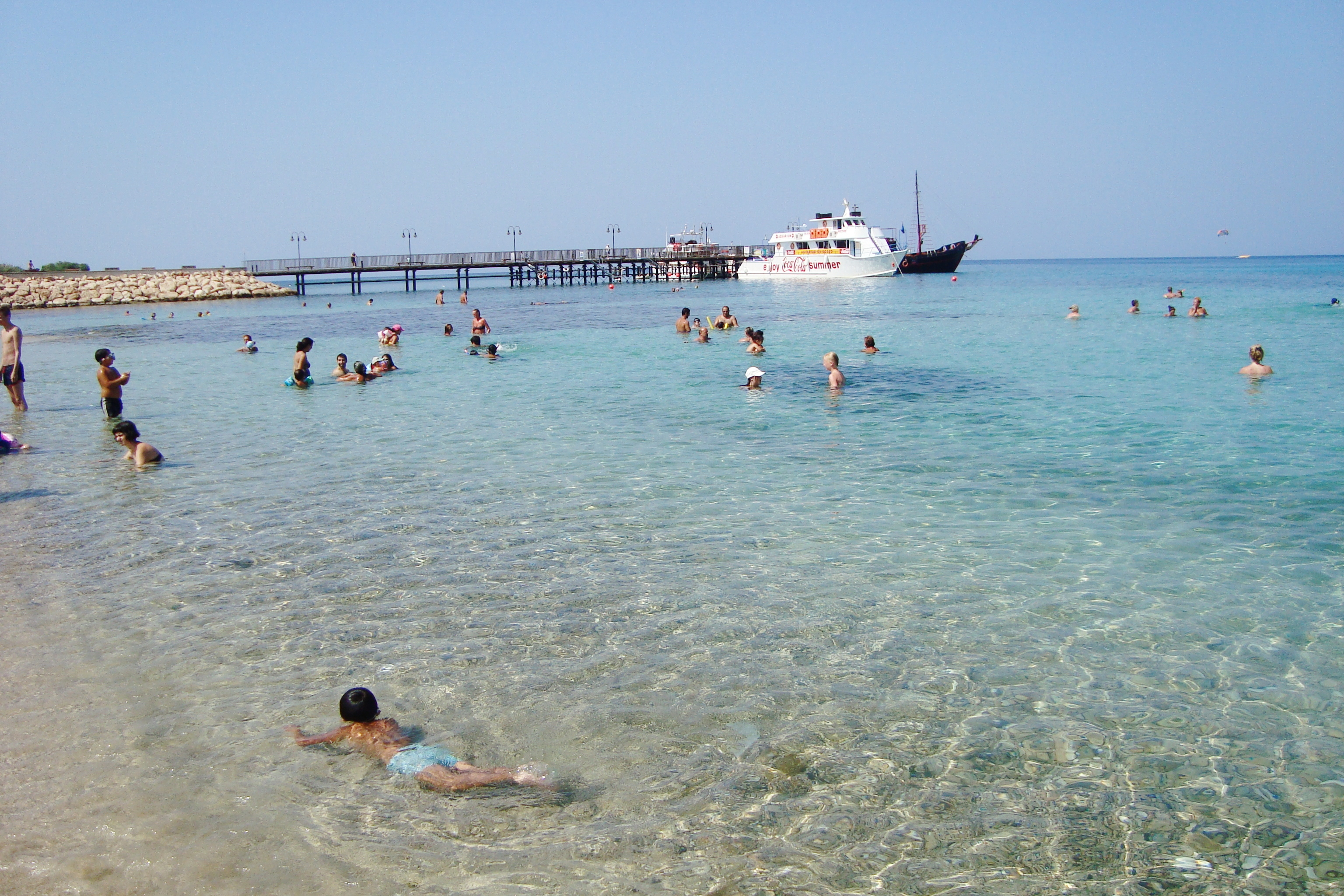
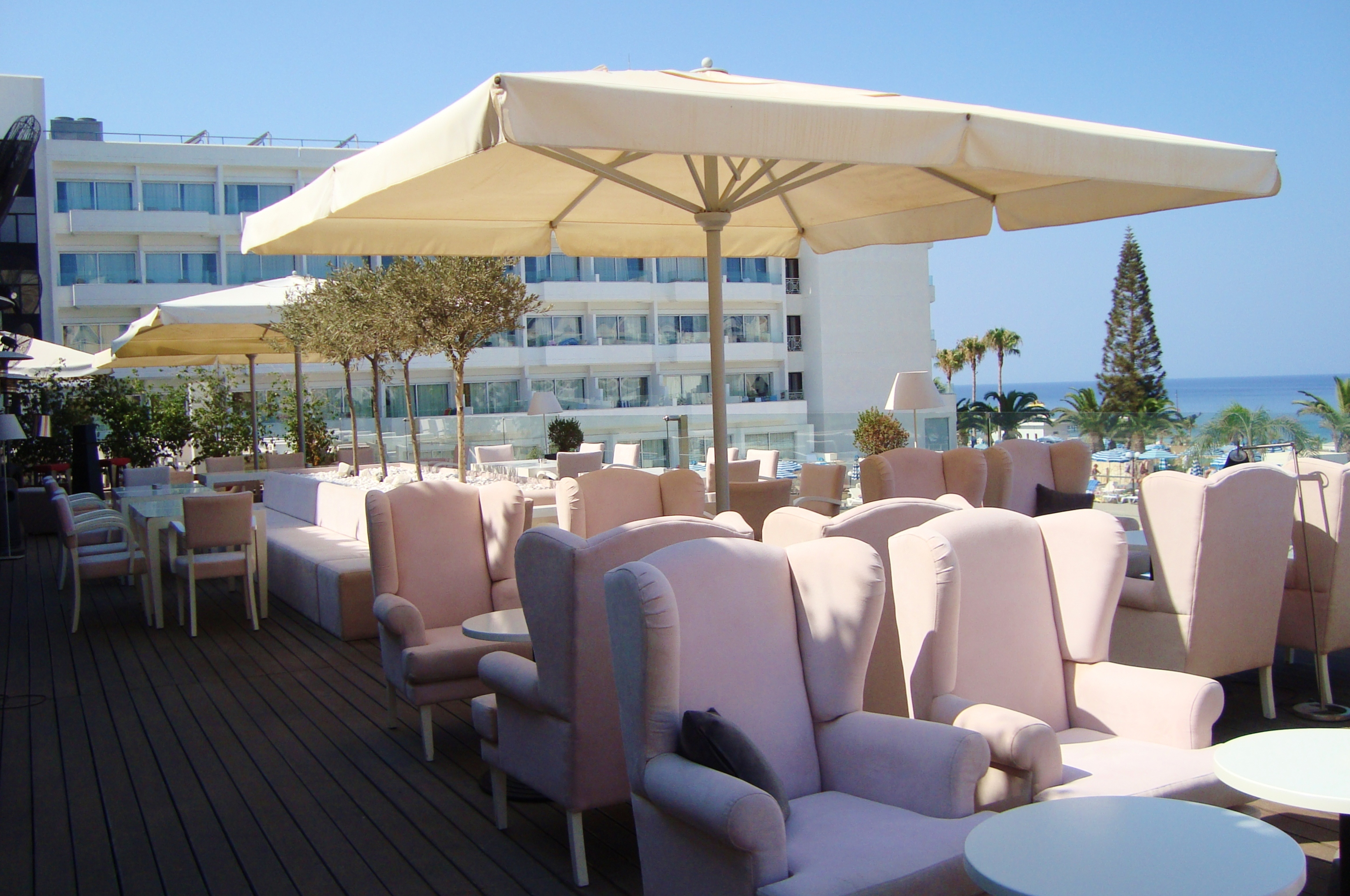
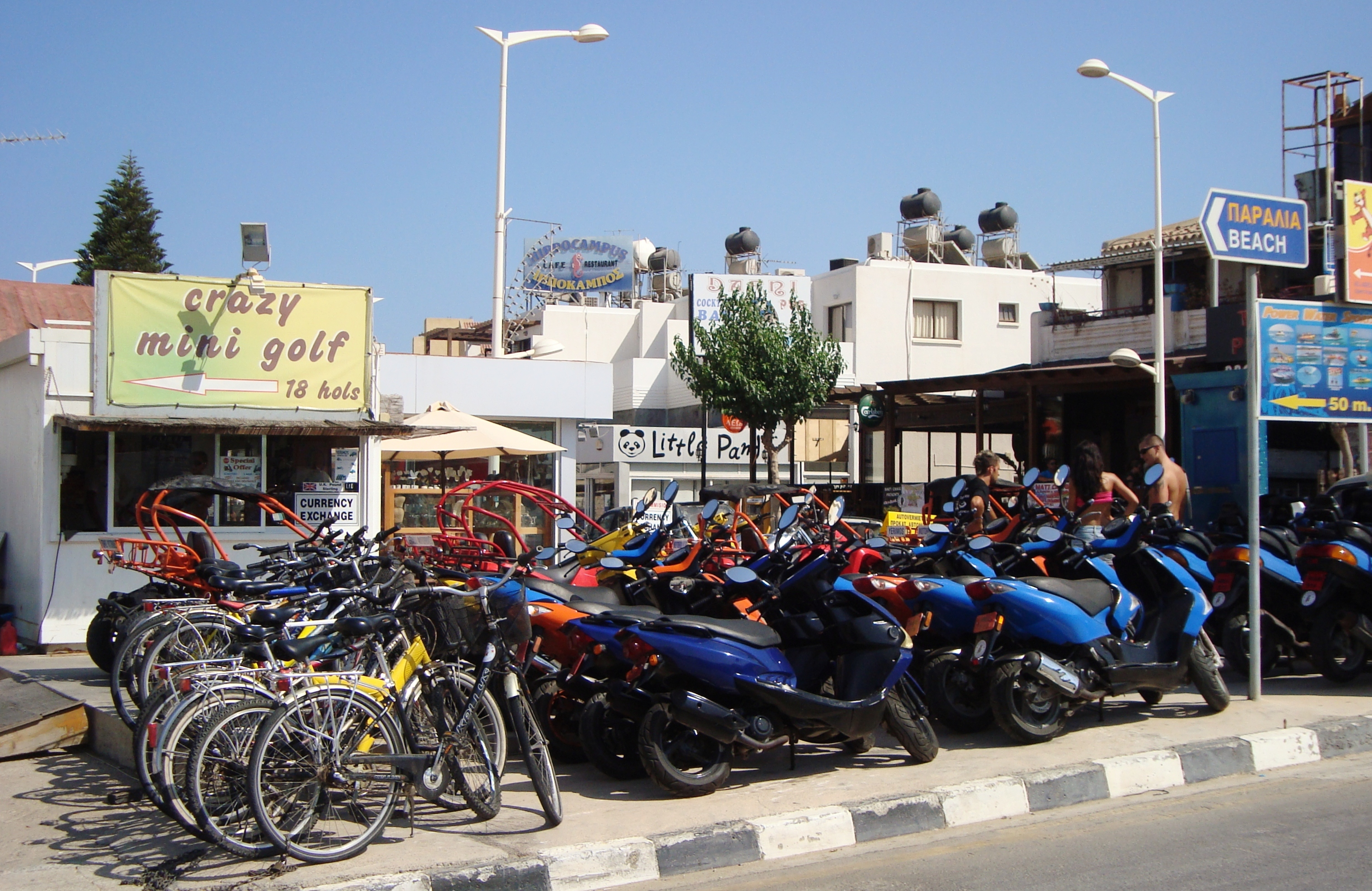
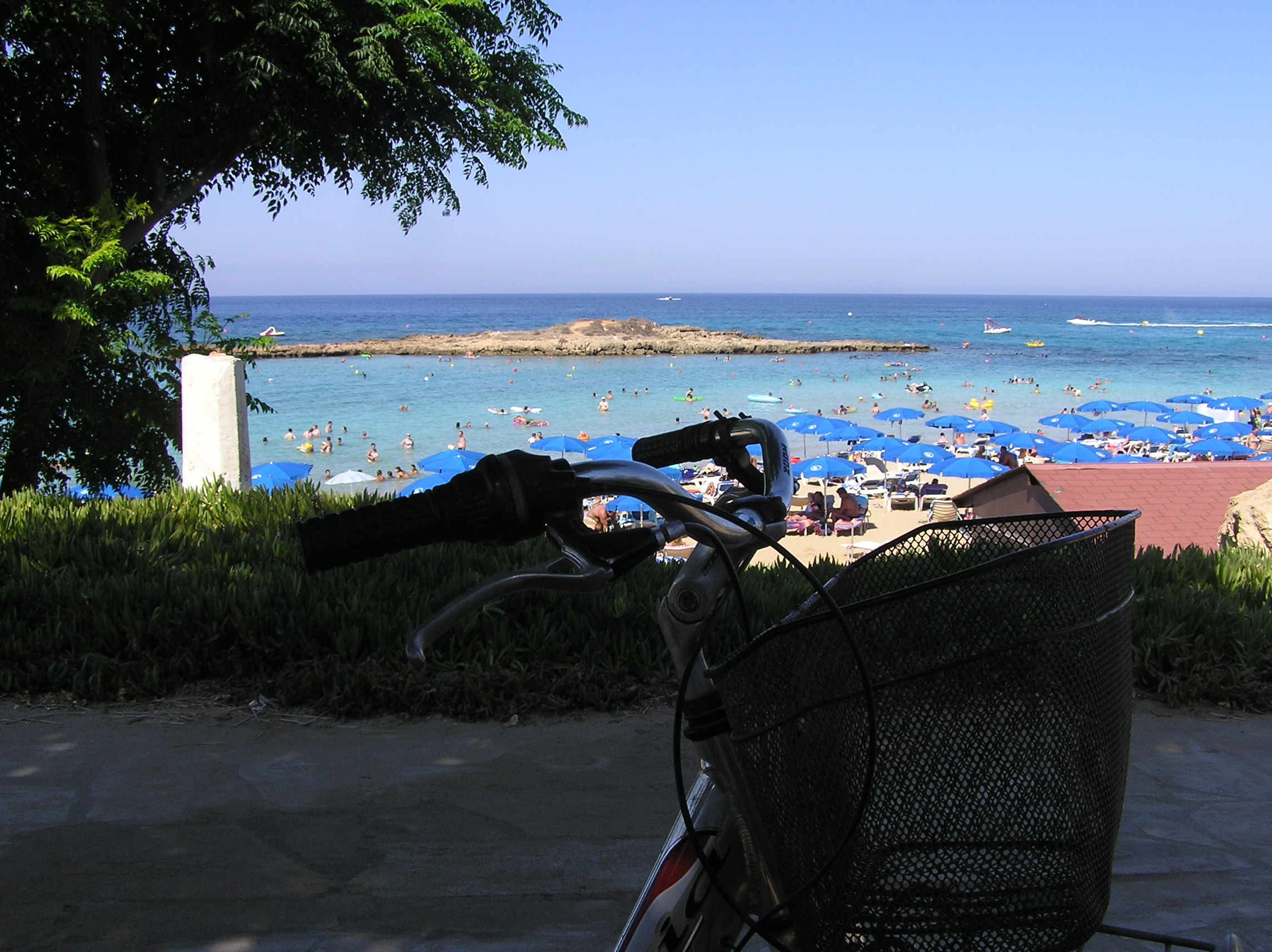
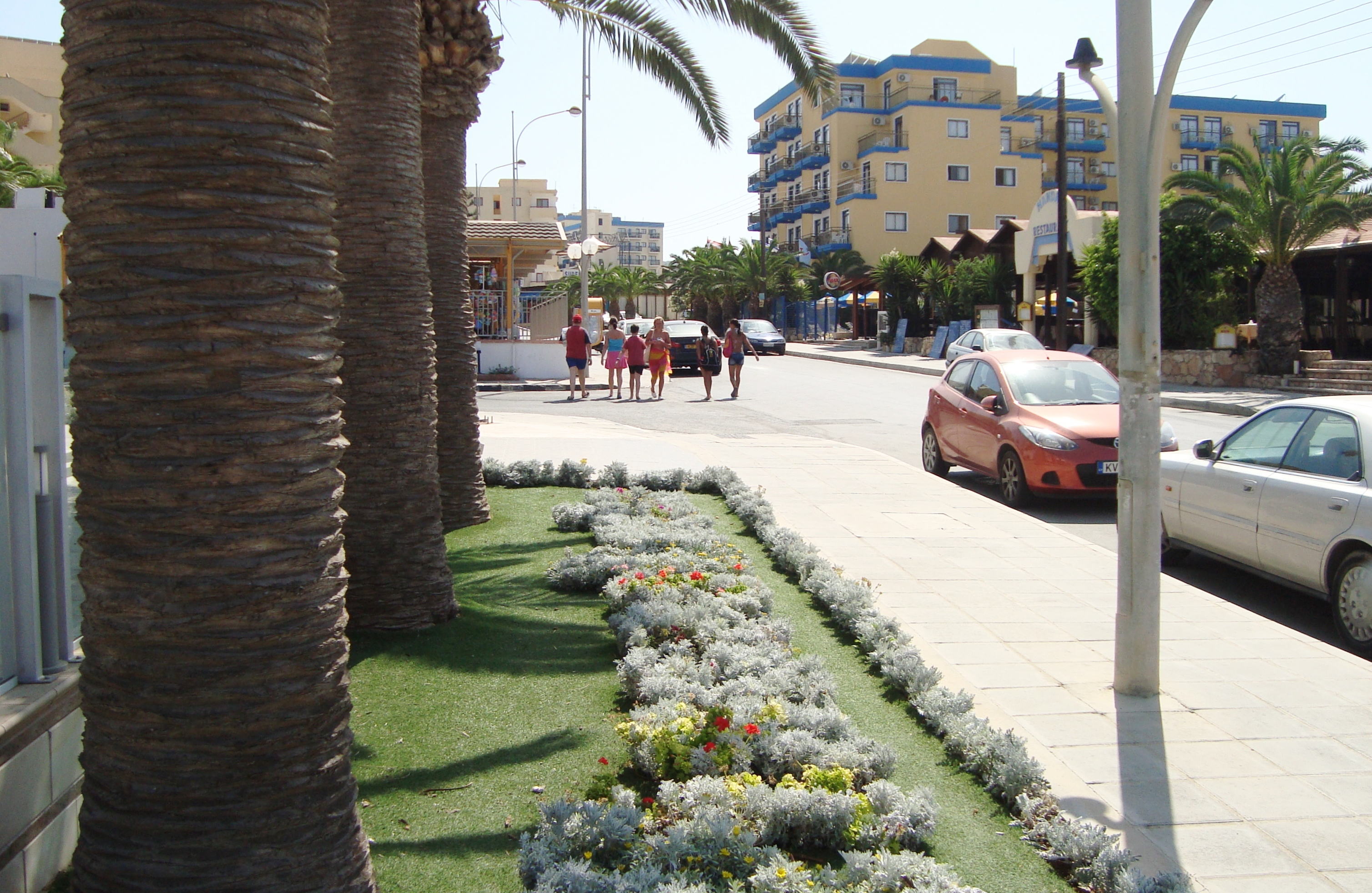
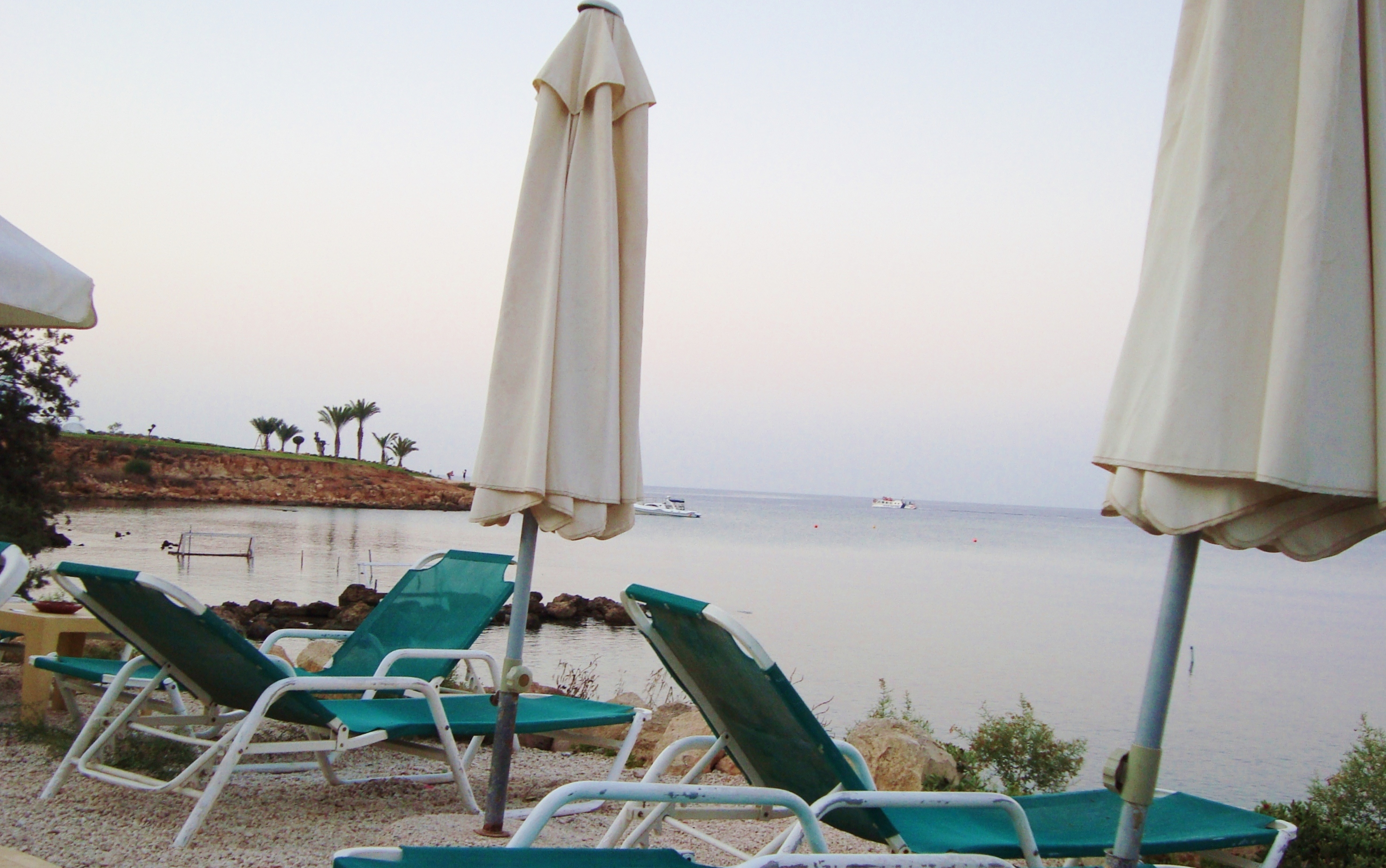
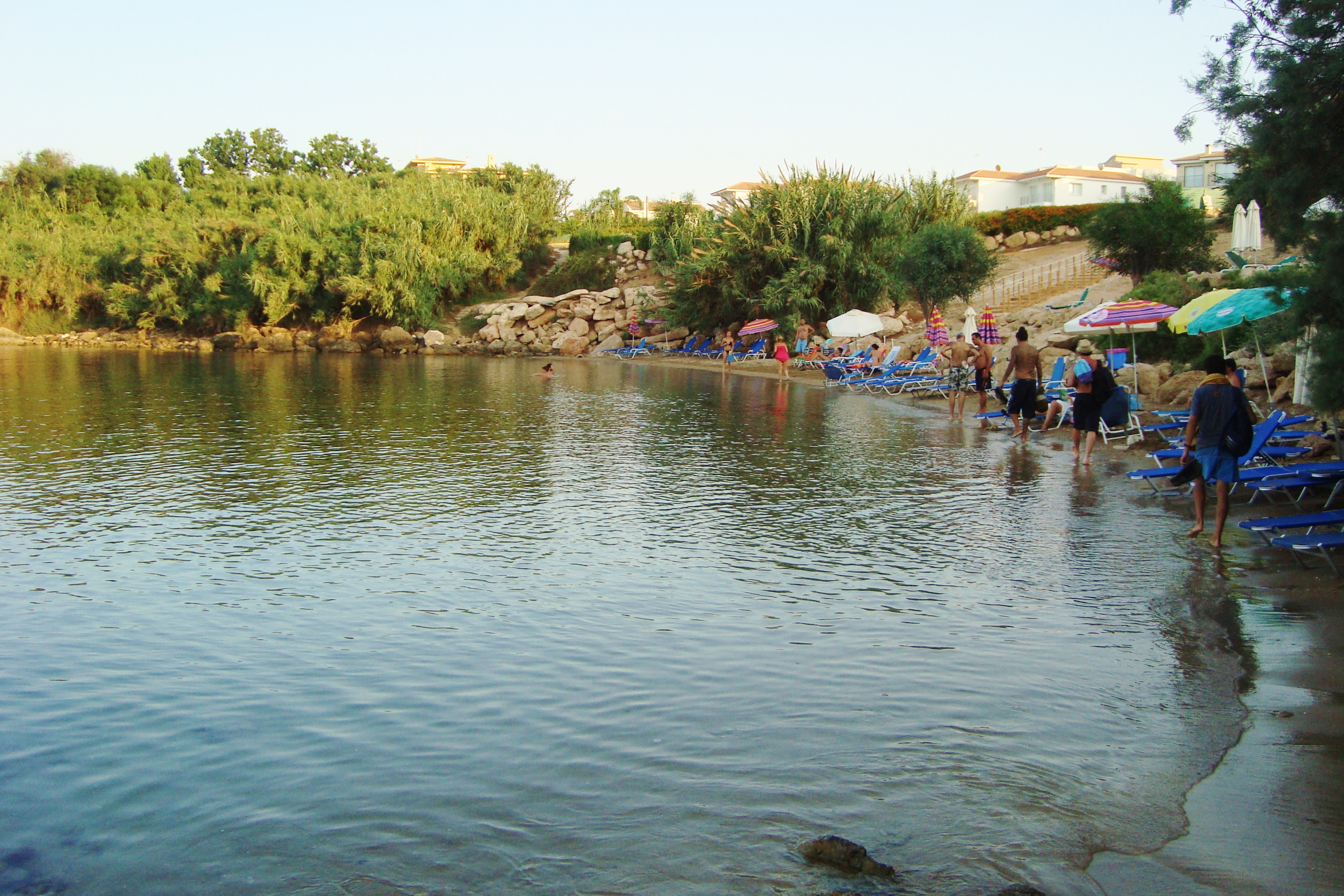
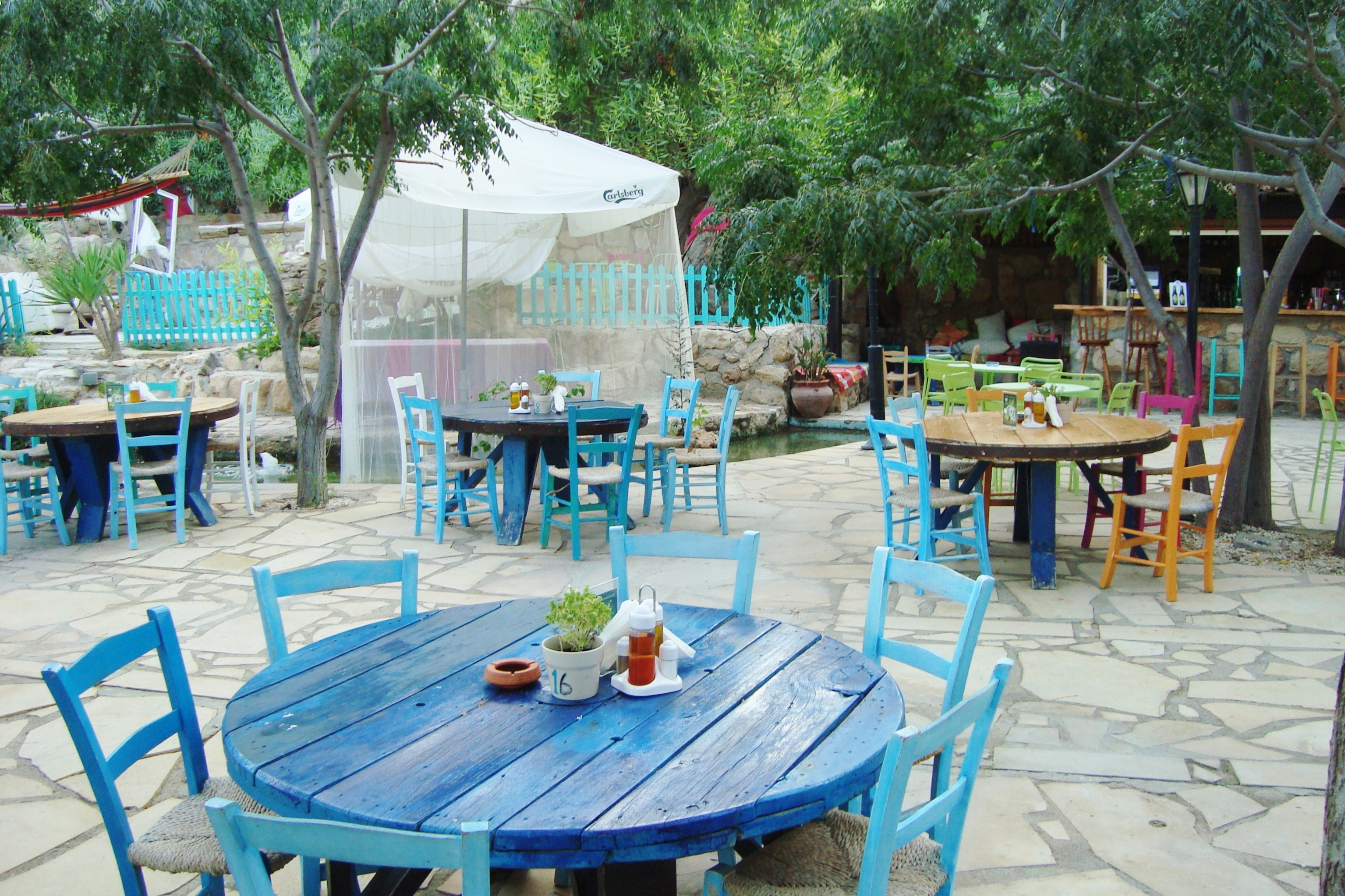
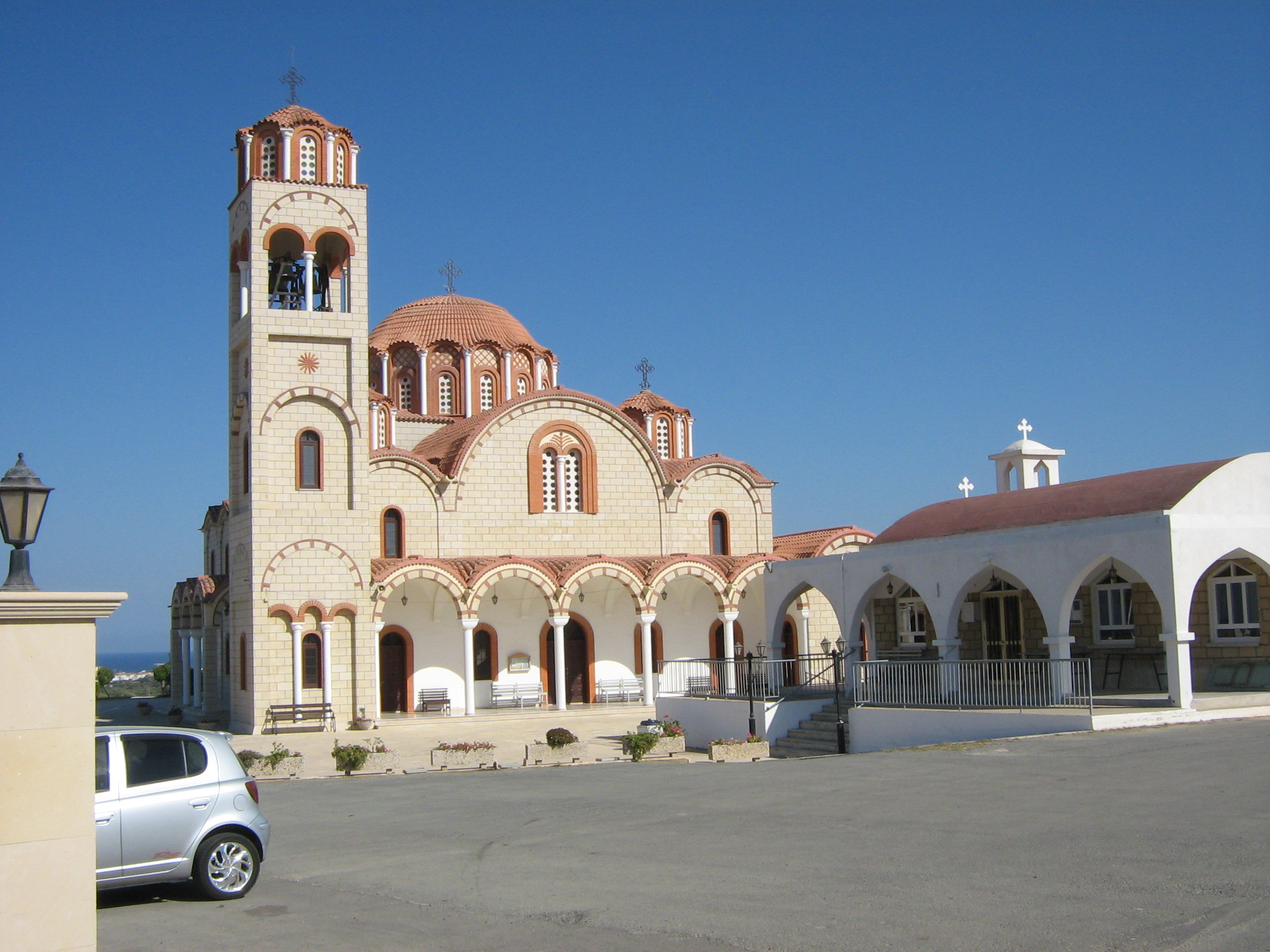
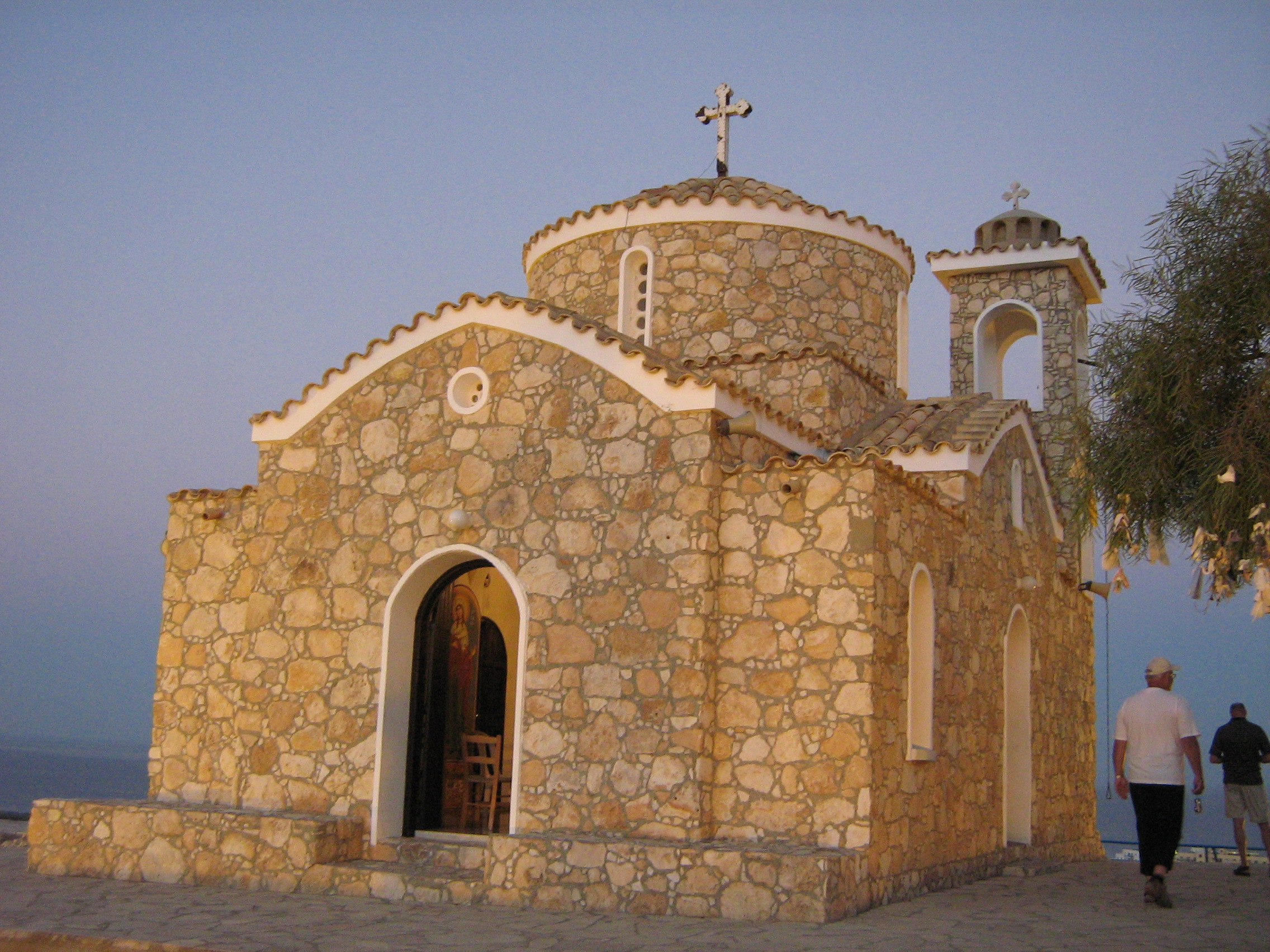
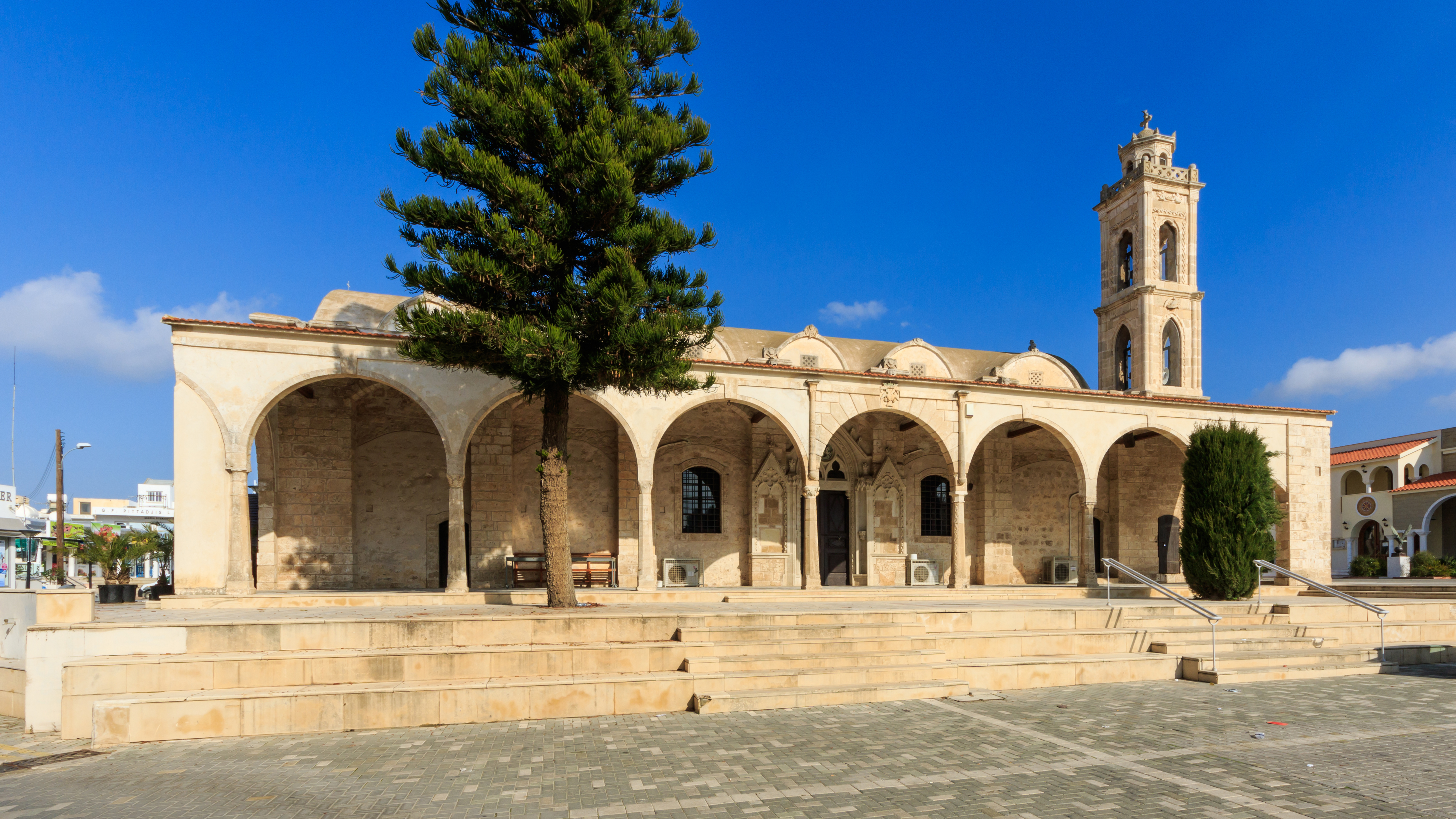